# Kuangtung
Kuangtung kiejtéseⓘ (kínai: 廣東 vagy 广东, pinjin: Guǎngdōng, nyugatias átírással: Guangdong, kantoni: gwong2 dung1) a Kínai Népköztársaság déli partjainál fekvő tartománya. A tartomány a nyugati világban a portugál átírásnak köszönhetően Kanton tartományként is ismert. Székhelye, egyben legnagyobb városa Kanton.

## Történelem
A tartományra az egységes Kína első császárai terjesztették ki hatalmukat. A későbbi időkben, amikor meggyengült a központi hatalom, kínai dinasztiák uralma alatt maradt.
A lakosság kezdetben nem volt kínai. Lassan kerültek többségbe az északi eredetű kínaiak. Beáramlásuk különösen azokban az időszakokban volt erős, amikor északon belháború dúlt vagy nomád támadás pusztított. Az őslakosok idővel maguk is kínaivá váltak, vagy elvándorolni kényszerültek.
Amikor a 16. században előbb a portugál, majd a brit kereskedők elérték Kínát, a tartomány vált a tengerentúli kereskedelem központjává. Makaó 1557 óta portugál gyarmat, Hongkong pedig brit gyarmat volt. Mindkettő a tartomány tengerpartján fekszik. Ezért a nyugati kulturális hatás Kuangtung tartományban jóval jelentősebb volt, mint Kína más részein.
A 19. században a tengerentúlra (Délkelet-Ázsiába, illetve Amerikába) távozó, munkát kereső kínaiak nagy többsége Kuangtung tartomány lakója volt eredetileg. Ezért a tengerentúli kínai kolóniák többsége az itteni kantoni nyelvet használja, nem a kínai állam nyelvét, a kínai nyelvet.
Érdekesség, hogy innen származik Szun Jat-szen is, valamint a kínai polgárháború idején ez a vidék volt a Kuomintang legszilárdabb bázisa.
Legújabban rendkívül gyors a tartomány gazdasági növekedése. Ebben szerepe van Hongkong közelségének is.

## Közigazgatás
Kuangtung tartomány 21 prefektúra szintű városra van felosztva:
- Csaocsou (Chaozhou) (egyszerűsített kínai: 潮州, pinjin: Cháozhōu)
- Tungkuan (Dongguan) (东莞 Dōngguǎn)
- Fosan (Foshan) (佛山 Fóshān)
- Kanton (Guangzhou) (广州 Guǎngzhōu)
- Hojüan (Heyuan) (河源 Héyuán)
- Hujcsou (Huizhou) (惠州 Huìzhōu)
- Csiangmen (Jiangmen) (江门 Jiāngmén)
- Csiejang (Jieyang) (揭阳 Jiēyáng)
- Maoming (茂名 Màomíng)
- Mejcsou (Meizhou) (梅州 Méizhōu)
- Csingjüan (Qingyuan) (清远 Qīngyuǎn)
- Santou (Shantou) (汕头 Shàntóu)
- Sanvej (Shanwei) (汕尾 Shànwěi)
- Saokuan (Shaoguan) (韶关 Sháoguān)
- Sencsen (Shenzhen) (深圳 Shēnzhèn)
- Jangcsiang (Yangjiang) (阳江 Yángjiāng)
- Junfu (Yunfu) (云浮 Yúnfú)
- Csancsiang (Zhanjiang) (湛江 Zhànjiāng)
- Csaocsing (Zhaoqing) (肇庆 Zhàoqìng)
- Csungsan (Zhongshan) (中山 Zhōngshān)
- Csuhaj (Zhuhai) (珠海 Zhūhǎi)

## Népesség
| Lakosok száma | 106 440 000 | 107 240 000 | 108 490 000 | 109 990 000 | 111 690 000 | 113 460 000 | 126 012 510 |
|               | 2013        | 2014        | 2015        | 2016        | 2017        | 2018        | 2020        |